# حوزه انتخابیه کلی مونتانا
حوزه انتخابیه کلی مونتانا یک حوزه انتخابیه مجلس نمایندگان آمریکا است که در ایالت مونتانا قرار دارد.